# 謝韋爾諾耶區 (奧倫堡州)
54°05′30″N 52°32′34″E / 54.09167°N 52.54278°E
謝韋爾諾耶區（俄语：Северный район），是俄羅斯的一個區，位於該國西南部，由奧倫堡州負責管轄，面積2,100平方公里，2010年該區人口15,012，人口密度每平方公里7.15人。